# テンキー
テンキー（ten key）は、キーパッドの一種である。コンピュータにおいて数値を入力するために使われる。0から9までの10個のキーがあることからテンキー(ten key)と呼ばれる。英語ではnumeric keypad（数値キーパッド）, number pad（数値パッド）, numpadとも言う。
押しボタン式電話機（プッシュフォン）のキーパッドである「プッシュキー」とは別の物であり、キー配列も標準規格も異なる。

## 歴史

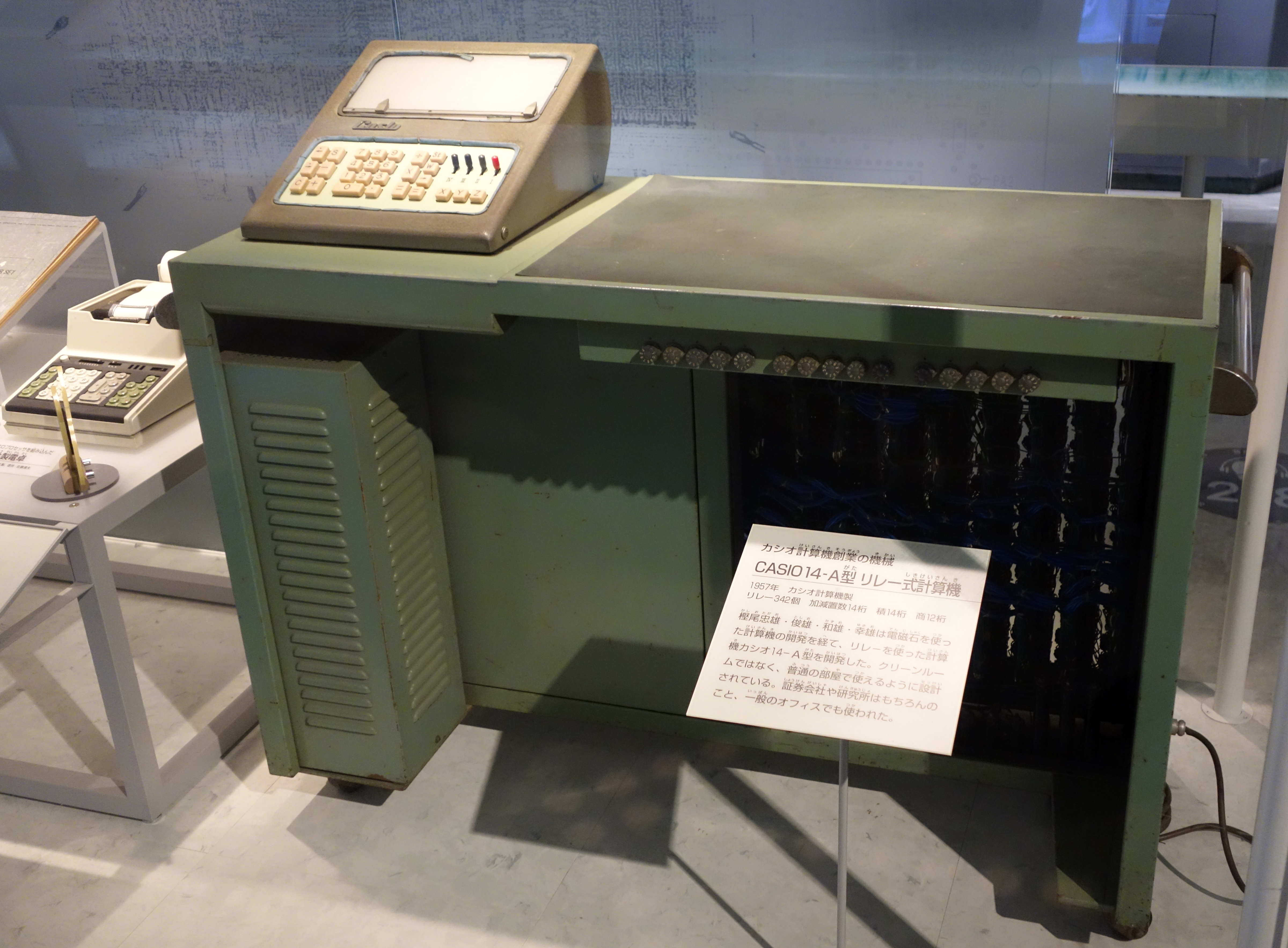
テンキーを採用した世界初の電気式計算機、CASIO 14-A型 リレー式計算機（1957年）

テンキー配列を採用した世界初の計算機（機械式計算機）は、Sunstrand社が1914年に発売した加算器の「Sundstrand Adding Machine」だと考えられている。
電気式計算機としては、カシオ計算機が1957年に発売したリレー式計算機の「CASIO 14-A」が、テンキーの搭載された史上初の製品である。それまでの電気式計算機は桁ごとに10個の数字キーが付いた「フルキー」方式だったが、これだと例えば14桁の計算をするには140個の数字キーが必要となり、非常に煩雑だった。一方「テンキー」方式を採用したカシオの「14-A」はわずか10個の数字キーで14桁までの計算が可能となり、入力する部分が非常に小型化された。
電子式卓上計算機（いわゆる電卓）としては、1964年10月にキヤノンが発売した「キヤノーラ130」(Canola 130)が、テンキーの搭載された史上初の製品である。シャープが1964年に発売した世界初のトランジスタ式計算機「CS-10A」は、トランジスタを採用することでリレー式計算機と比べて無音化し、また机1つが丸ごと本体となっている「デスク型」の電気式計算機と違って、計算機を卓上におけるサイズにまで小型化したが、キー配置自体はイギリスのBell Punch社が1962年に発売した世界初の電卓（真空管式計算機）「ANITA Mk 8」を踏襲しており、フルキー方式だったので入力部分が非常に煩雑だった。一方、1964年に計算機事業に新規参入したカメラメーカーのキヤノンが開発した同社初の電卓「キヤノーラ130」は、もともと自社のレンズの設計のための膨大な計算に使用するため、自社の社員が使いやすいようにとテンキーを採用し、実際使いやすかったうえに、「CS-10A」より10万円以上安かったのでヒットした。そのため、シャープも1965年に発売した後継機の「CS-20A」ではテンキーを採用した。カシオはリレー式で大きなシェアを持っていたために電卓市場への参入が遅れたが、1965年に発売したカシオ初の電卓「001型」ではテンキーを採用した。これで当時の3大電卓メーカーは全てテンキーを採用した。その後もフルキー方式の計算機を発売したメーカーは存在するが、1972年にカシオから電卓「カシオミニ」が1万2800円で発売され、年間100万台規模で量産される頃までにはテンキー式の計算機が完全に定着した。
コンピューター用キーボードにおいては、1980年代以前はテンキーを搭載しないものも多かったが、Commodore社のPET 2001（1977年発売）などでは独立したテンキーが搭載された。IBM社が1981年に発売したパソコン、初代IBM PCの「モデルFキーボード」にもテンキーが搭載され、IBM PC/AT（1984年）からIBM PS/2（1987年）にかけての「101キーボード」で、現在のテンキーとほぼ同じデザインとなった。
1985年よりYves Neuville博士の元でキーボードの標準化が進められ、テンキーを含むキーボードが1995年に「ISO/IEC 9995」として標準化された。2021年現在、テンキーは「ISO/IEC 9995-4:2009」および「ISO/IEC 9995-8:2009」（数字に文字を割り当てる場合のレイアウト）において標準化されている。

## コンピュータのテンキー

コンピュータのテンキー

コンピュータのテンキーは、通常キーボードの右側に設けられる。数値だけでなく、計算に多用するキーもまとめてある。
テンキーには、0から9までの数字と、加算(+)、減算(-)、乗算(*)、除算(/)に使用する記号、小数点(.)、NumLockキー、エンターキーの各キーが配置される。
テンキーは2つのモードを持つ。NumLockがオフになっているとき、8・2・6・4が方向キー（上・下・右・左）、7・1・9・3がホームキー・エンドキー・ページアップキー・ページダウンキーとして動作する。NumLockがオンになっているとき、数値計算用キーとして動作する。AppleのMacにはNumLockキーがなく（代わりに「Clearキー」が搭載されている）、テンキーは常に数値計算用キーとして使用される。
メインキーボードの数字キーとテンキーの数字キーを区別する場合もある。少なくともISO/IEC 9995に準拠したキーボードにおいては、メインキーボードの数字キーを入力した場合とテンキーの数字キーを入力した場合では別のスキャンコードが発行される。区別して表記する必要がある場合、例えばテンキーの「0」キーは「NumPad0」などのように表示する。
テンキーだけを分離して、USBによって接続できるようにしたキーボードも発売されている。そのような分離型のテンキーには、スペースキーや、キャッシュレジスターや電卓によくある「00キー」が追加されているものもある。「00キー」はISO/IEC 9995規格に存在せず、実際は単に「0」を2回入力しているだけである。

## ノートパソコンのテンキー
ノートパソコンのキーボードには、テンキーがなく、修飾キー（Fnキー）と文字キーを同時押しすることでテンキーの機能をエミュレーションするものがあり、その場合のレイアウトは「ISO/IEC 9995-2:2009の修正1」として標準化されている。
大型のノートパソコン（一般的には17インチ以上の画面を持つもの）にはテンキーが設置されているものもある。

## プッシュフォン配列との違い
コンピュータと押しボタン式電話機（プッシュフォン）では、数字の部分のキー配列が異なる。コンピュータのキーパッドは上段が7・8・9だが、プッシュフォンのキーパッドは上段が1・2・3である。テンキーがISO（国際標準化機構）によって標準化されているのに対し、プッシュフォンのキーはITU-T（国際電気電信連合の電気通信標準化部門）によって標準化されている。
詳細はキー配列#テンキーを参照。

### プッシュフォン配列のテンキー
1970年代から1980年代にかけて各国で開発されたビデオテックス端末のキーボードのテンキーには、電話機のプッシュホン配列が用いられたものもある。例えばキャプテンシステムのキーボードのテンキーは、0から9までの数字と、「*（スター、実際には×印に横線）」と、「#（井桁）」が配置されており、「#」は「Enterキー（CRキー）」同様の役割も持っていた。
現代では、スマートフォンやタブレット端末などのソフトウェアキーボードとして、プッシュホン配列のキーパッドを呼び出すことができる製品もある。